# Чудаков, Дмитрий Михайлович
Дмитрий Михайлович Чудаков  — российский учёный, молекулярный биолог, иммунолог, член-корреспондент РАН. Автор детской книги "Говорящий свёрток – история продолжается" (продолжение известной книги Джеральда Даррела).

## Биография
Родился 13 сентября 1978 года в г. Москва.
В 2000 году окончил кафедру молекулярной биологии биологического факультета МГУ им. М.В. Ломоносова, и поступил в аспирантуру Института биоорганической химии имени М. М. Шемякина и Ю. А. Овчинникова РАН, где затем продолжил научную работу. Научные руководители: Лукьянов, Константин Анатольевич, Лукьянов, Сергей Анатольевич.  
В 2003 году защитил кандидатскую диссертацию по теме: «Фотоконверсия окрашенных белков из коралловых полипов».
В 2011 году защитил докторскую диссертацию по теме: «Генетически кодируемые флуоресцентные инструменты для исследования живых систем».
С 2011 года переключился на исследование адаптивного иммунитета, аутоиммунных заболеваний, онкоиммунологию, возглавил лабораторию Геномики адаптивного иммунитета ИБХ РАН.
В 2022 году избран членом-корреспондентом РАН от Отделения медицинских наук.
В настоящее время — заведующий отделом Геномики адаптивного иммунитета ИБХ РАН, и.о. директора НИИ трансляционной медицины РНИМУ имени Н. И. Пирогова, профессор Сколтеха. 

## Научная деятельность
Специалист в области адаптивного иммунитета, соавтор более 170 работ в рецензируемых научных журналах, ряда международных патентов. Индекс Хирша - 62 (WOS), цитирований – 15,000 (WOS). Принимал участие более чем в 50 международных конференциях.
Основные научные результаты: 
1. Разработал первый в классе препарат для таргетированной терапии аутоиммунного заболевания – болезни Бехтерева, на основе моноклонального антитела к сегменту Т-клеточного рецептора TRBV9. Препарат Трибувиа (Сенипрутуг) прошел клинические испытания и одобрен к применению, выпускается компанией Биокад. 
2. Разработал молекулярные методы и алгоритмы анализа данных для исследования репертуаров рецепторов адаптивного иммунитета: Т-клеточных рецепторов и антител. 
3. Исследовал фундаментальные закономерности развития и организации адаптивного иммунитета в норме и патологии, закономерности старения адаптивного иммунитета.
4. Исследовал различные аспекты применения анализа репертуаров Т-клеточных рецепторов и антител в медицинской практике, молекулярные механизмы развития аутоиммунных заболеваний, взаимодействия опухоли и иммунной системы.
5. Разработал палитру флуоресцентных белков и ряд методов их применения в биомедицинских исследованиях, широко используемых сегодня в научных лабораториях и фармацевтических компаниях мира, описал механизм обратимой фотоактивации флуоресцентных белков.

## Награды
- Премия Президента Российской Федерации в области науки и инноваций для молодых учёных (2012)[14]
- Медаль Российской академии наук с премией для молодых ученых РАН (2005)
- Медаль Европейской Академии наук (2006)
- Лауреат программы «Выдающиеся ученые. Кандидаты и доктора наук РАН», 2006—2007, 2008—2009 годы
- Диплом I степени МАИК за лучшую публикацию в журнале «Биоорганическая химия» за 2008 год
- Премия конкурса МАИК «Наука/Интерпериодика» на лучшую публикацию по биологическим наукам за 2008 год
- Диплом за лучшую публикацию в журналах РАН за 2008 год
- Диплом II степени МАИК за лучшую публикацию в журнале «Биоорганическая химия» за 2011 год
- Диплом за лучшую публикацию в журналах РАН за 2011 год
- Диплом за наиболее цитируемую за 2011 год публикацию в журналах группы BJ Cell